# كسوف الشمس 20 مارس 2034
سيحدث كسوف كلي للشمس في يوم الاثنين 20 مارس 2034. يحدث كسوف الشمس عندما يمر القمر بين الأرض والشمس ، وبالتالي يحجب صورة الشمس كليًا أو جزئيًا عن مشاهد على الأرض. يحدث الكسوف الكلي للشمس عندما يكون القطر الظاهري للقمر أكبر من قطر الشمس ، مما يحجب كل ضوء الشمس المباشر ، ويحول النهار إلى ظلام. يحدث الكسوف الكلي في مسار ضيق عبر سطح الأرض ، مع كسوف جزئي للشمس مرئي فوق المنطقة المحيطة بعرض آلاف الكيلومترات.

## الصور
مسار متحرك

## الخسوفات ذات الصلة

### كسوف الشمس 2033-2036
هذا الكسوف هو جزء من سلسلة كسوف الشمس 2033-2036. يتكرر الكسوف في كل 177 يومًا تقريبًا و4 ساعات في العقد المتناوبة من مدار القمر.
| عقدة تصاعدية                                                                | عقدة تصاعدية         |     | عقدة تنازلية         | عقدة تنازلية |
| 120                                                                         | 30 مارس 2033 كلي     | 125 | سبتمبر 23, 2033 جزئي |              |
| 130                                                                         | مارس 20, 2034 كلي    | 135 | سبتمبر 12, 2034 حلقي |              |
| 140                                                                         | مارس 9, 2035 حلقي    | 145 | سبتمبر 2, 2035 كلي   |              |
| 150                                                                         | فبراير 27, 2036 جزئي | 155 | أغسطس 21, 2036 جزئي  |              |
| يحدث كسوف جزئي للشمس في 23 يوليو 2036 في مجموعة خسوف السنة القمرية التالية. |                      |     |                      |              |

### ساروس 130
هذا الكسوف جزء من دورة ساروس 130 ، يتكرر كل 18 سنة ، 11 يومًا ، ويحتوي على 73 حدثًا.
- بدأت السلسلة بكسوف جزئي للشمس في 20 أغسطس 1096.
- وهي تحتوي على كسوف كلي من 5 أبريل 1475 حتى 18 يوليو 2232.
- لا يوجد خسوف حلقي في السلسلة.
- تنتهي السلسلة عند العضو 73 ككسوف جزئي في 25 أكتوبر 2394.

كانت أطول مدة للمجموعة الكلية 6 دقائق و41 ثانية في 11 يوليو 1619. كل الكسوف في هذه السلسلة يحدث عند العقدة الهابطة للقمر.
| أعضاء السلسلة 43-56 بين 1853 و2300 | أعضاء السلسلة 43-56 بين 1853 و2300 | أعضاء السلسلة 43-56 بين 1853 و2300 |
| 43                                 | 44                                 | 45                                 |
| ---------------------------------- | ---------------------------------- | ---------------------------------- |
| نوفمبر 30, 1853 [الإنجليزية]       | ديسمبر 12, 1871 [الإنجليزية]       | ديسمبر 22, 1889 [الإنجليزية]       |
| 46                                 | 47                                 | 48                                 |
| يناير 3, 1908 [الإنجليزية]         | يناير 14, 1926 [الإنجليزية]        | يناير 25, 1944 [الإنجليزية]        |
| 49                                 | 50                                 | 51                                 |
| فبراير 5, 1962 [الإنجليزية]        | فبراير 16, 1980 [الإنجليزية]       | فبراير 26, 1998 [الإنجليزية]       |
| 52                                 | 53                                 | 54                                 |
| مارس 9, 2016                       | مارس 20, 2034                      | 30 مارس 2052                       |
| 55                                 | 56                                 | 57                                 |
| أبريل 11, 2070 [الإنجليزية]        | أبريل 21, 2088 [الإنجليزية]        | مايو 3, 2106                       |
| 58                                 | 59                                 | 60                                 |
| مايو 14, 2124                      | مايو 25, 2142                      | يونيو 4, 2160                      |
| 61                                 | 62                                 | 63                                 |
| يونيو 16, 2178                     | يونيو 26, 2196                     | يوليو 8, 2214                      |
| 64                                 | 65                                 | 66                                 |
| يوليو 18, 2232                     | يوليو 30, 2250                     | أغسطس 9, 2268                      |
| 67                                 |                                    |                                    |
| أغسطس 20, 2286                     |                                    |                                    |

### سلسلة تريتوس
هذا الكسوف هو جزء من دورة تريتوس ، يتكرر عند العقد المتناوبة كل 135 شهرًا متزامنًا (≈ 3986.63 يومًا ، أو 11 عامًا ناقص شهر واحد).
مظهرها وخط طولها غير منتظمين بسبب نقص التزامن مع الشهر غير الطبيعي (فترة الحضيض) ، لكن التجمعات المكونة من 3 دورات تريتوس (33 عامًا ناقص 3 أشهر) تقترب (≈ 434.044 شهرًا غير طبيعي) ، لذا فإن الكسوف متشابه في هذه التجمعات.
| أعضاء السلسلة بين عامي 1901 و2100             | أعضاء السلسلة بين عامي 1901 و2100             | أعضاء السلسلة بين عامي 1901 و2100             | أعضاء السلسلة بين عامي 1901 و2100 |
| --------------------------------------------- | --------------------------------------------- | --------------------------------------------- | --------------------------------- |
| </img> </br>29 مارس 1903 </br> (ساروس 118)    | </img> </br> 25 فبراير 1914 </br> (ساروس 119) | </img> </br> 24 يناير 1925 </br> (ساروس 120)  |                                   |
| </img> </br> 25 ديسمبر 1935 </br> (ساروس 121) | </img> </br> 23 نوفمبر 1946 </br> (ساروس 122) | </img> </br> 23 أكتوبر 1957 </br> (ساروس 123) |                                   |
| </img> </br> 22 سبتمبر 1968 </br> (ساروس 124) | </img> </br> 22 أغسطس 1979 </br> (ساروس 125)  | </img> </br> 22 يوليو 1990 </br> (ساروس 126)  |                                   |
| </img> </br> 21 يونيو 2001 </br> (ساروس 127)  | </img> </br> 20 مايو 2012 </br> (ساروس 128)   | </img> </br> 20 أبريل 2023 </br> (ساروس 129)  |                                   |
| </img> </br> 20 مارس 2034 </br> (ساروس 130)   | </img> </br> 16 فبراير 2045 </br> (ساروس 131) | </img> </br> 16 يناير 2056 </br> (ساروس 132)  |                                   |
| </img> </br> 17 ديسمبر 2066 </br> (ساروس 133) | </img> </br> 15 نوفمبر 2077 </br> (ساروس 134) | </img> </br> 14 أكتوبر 2088 </br> (ساروس 135) |                                   |
| </img> </br> 14 سبتمبر 2099 </br> (ساروس 136) |                                               |                                               |                                   |

### سلسلة ميتونيك
تتكرر السلسلة ميتونيك كل 19 عامًا (6939.69 يومًا) ، وتستمر حوالي 5 دورات. يحدث الكسوف في نفس تاريخ التقويم تقريبًا. بالإضافة إلى ذلك ، تتكرر سلسلة أكتون الفرعية 1/5 من ذلك أو كل 3.8 سنوات (1387.94 يومًا). تحدث جميع الكسوفات في هذا الجدول عند العقدة الصاعدة للقمر.
| 21 من أحداث الكسوف بين 1 يونيو 2011 و1 يونيو 2087 | 21 من أحداث الكسوف بين 1 يونيو 2011 و1 يونيو 2087 | 21 من أحداث الكسوف بين 1 يونيو 2011 و1 يونيو 2087 | 21 من أحداث الكسوف بين 1 يونيو 2011 و1 يونيو 2087 | 21 من أحداث الكسوف بين 1 يونيو 2011 و1 يونيو 2087 |
| مايو 31 – يونيو 1                                 | مارس 19–20                                        | يناير 5–6                                         | أكتوبر 24–25                                      | أغسطس 12–13                                       |
| 118                                               | 120                                               | 122                                               | 124                                               | 126                                               |
| ------------------------------------------------- | ------------------------------------------------- | ------------------------------------------------- | ------------------------------------------------- | ------------------------------------------------- |
| يونيو 1, 2011                                     | مارس 20, 2015                                     | يناير 6, 2019 [الإنجليزية]                        | أكتوبر 25, 2022                                   | أغسطس 12, 2026                                    |
| 128                                               | 130                                               | 132                                               | 134                                               | 136                                               |
| يونيو 1, 2030                                     | مارس 20, 2034                                     | يناير 5, 2038                                     | أكتوبر 25, 2041                                   | أغسطس 12, 2045                                    |
| 138                                               | 140                                               | 142                                               | 144                                               | 146                                               |
| مايو 31, 2049                                     | مارس 20, 2053                                     | يناير 5, 2057 [الإنجليزية]                        | أكتوبر 24, 2060 [الإنجليزية]                      | أغسطس 12, 2064                                    |
| 148                                               | 150                                               | 152                                               | 154                                               | 156                                               |
| مايو 31, 2068 [الإنجليزية]                        | مارس 19, 2072 [الإنجليزية]                        | يناير 6, 2076 [الإنجليزية]                        | أكتوبر 24, 2079 [الإنجليزية]                      | أغسطس 13, 2083 [الإنجليزية]                       |
| 158                                               | 160                                               | 162                                               | 164                                               | 166                                               |
| يونيو 1, 2087 [الإنجليزية]                        |                                                   |                                                   | أكتوبر 24, 2098 [الإنجليزية]                      |                                                   |

## روابط خارجية
- رسومات ناسا